# Tipula pachyrhinoides
Tipula pachyrhinoides är en tvåvingeart som beskrevs av Alexander 1915. Tipula pachyrhinoides ingår i släktet Tipula och familjen storharkrankar. Inga underarter finns listade i Catalogue of Life.